# Ichthyomys hydrobates
Ichthyomys hydrobates és una espècie de mamífer rosegador semi-aquàtic de la família dels cricètids, que es troba a Colòmbia, l'Equador i Veneçuela.